# 1951

## Събития
- 4 януари – Комунистическите войски на Северна Корея и Китай превземат град Сеул.
- 1 май – Сградата на операта в Женева е почти разрушена вследствие на пожар.
- 16 юли – Кралят на Белгия Леополд III абдикира в полза на сина си Бодуен.
- 20 юли – Убит е кралят на Йордания Абдула I.
- 21 юли – Самолетът при полет 3505 на „Кънейдиън Пасифик Еър Лайнс“ изчезва по време на полет от Ванкувър за Токио. Самолетът и 37-те пътници никога не са открити.
- 16 октомври – Убит е Лиакат Али Хан, действащ министър-председател на Пакистан.
- 26 октомври – Уинстън Чърчил е избран за министър-председател на Великобритания, за втори път в кариерата си.
- Основан е ливанският университет.
- Завършва изграждането на Фарнсуорт Хаус по проект на Лудвиг Мис ван дер Рое.

## Родени
- Ан Холмбърг, американска писателка
- Едмонд Демирджиян, български художник
- Кики Шепард, американска телевизионна водеща
- Петър Лукович, сръбски журналист
- Райчо Райков, български журналист и общественик
- Рудолф Кноблаух, швейцарски дипломат
- 12 януари
  - Кърсти Али, американска актриса
  - Сийка Келбечева, българска спортистка
- 29 януари – Сашо Касиянов, български музикант, композитор, педагог, радиоводещ и шоумен († 2012 г.)
- 30 януари
  - Светлозар Жеков, български литературен критик, преводач и издател († 2022 г.)
  - Чарлз С. Дътън, американски актьор и режисьор
  - Фил Колинс, британски рок музикант
- 3 февруари
  - Блез Компаор, президент на Буркина Фасо
  - Таня Шелхорн, българска писателка
- 6 февруари – Атанас Липчев, български писател († 2010 г.)
- 7 февруари – Добрин Добрев, български литературовед
- 12 февруари – Кръстьо Кръстев, български писател, сатирик, драматург и есеист, главен редактор на в. „Стършел“ (1996 – 2003 г.)
- 13 февруари – Катя Ланге-Мюлер, немска писателка
- 14 февруари
  - Кевин Кийгън, английски футболист
  - Георги Жеков, български футболист
- 15 февруари – Марку Ален, финландски автомобилен състезател
- 17 февруари – Барзан Ибрахим Тикрити, иракски политик
- 20 февруари – Гордън Браун, британски политик
- 25 февруари – Йонко Попов, български композитор
- 5 март – Юрий Кравченко, украински политик († 2005 г.)
- 15 март – Герхард Фалкнер, немски писател
- 18 март – Димитър Вичев, български футболист († 2023 г.)
- 21 март – Искра Радева, българска актриса
- 22 март – Залмей Кхалилзад, Американски дипломат
- 26 март – Карл Уиман, американски физик, лауреат на Нобелова награда за физика през 2001 г.
- 28 март – Панайот Панайотов, български поп-певец
- 30 март – Петър Великов, български шахматист
- 4 април – Моритеру Уешиба, японски айкидист и дошу
- 10 април – Стивън Сегал, американски киноартист
- 2 май – Боян Дуранкев, български икономист и маркетолог
- 3 май – Татяна Толстая, руска писателка
- 6 май
  - Георги Марков, български зоолог
  - Самюъл Доу, Президент на Либерия
- 23 май
  - Анатоли Карпов, руски шахматист
  - Иван Андреев, български футболист
- 26 май
  - Рамон Калдерон,
  - Сали Райд, американска астронавтка († 2012 г.)
- 28 май – Никола Христов, български футболист
- 2 юни – Лидия Михова, радиожурналист и озвучаваща актриса
- 5 юни – Силвио Лонгобуко, италиански футболист
- 9 юни – Исмаил Абилов, български борец
- 15 юни – Радко Дишлиев, български актьор († 2009 г.)
- 20 юни – Трес Макнийл, американска озвучаваща актриса
- 5 юли
  - Атанас Папаризов, български политик
  - Вихрен Чернокожев, български литературен историк
- 8 юли – Анжелика Хюстън, американска актриса
- 9 юли – Крис Купър, американски актьор
- 20 юли
  - Даниил, Румънски патриарх
  - Емил Люцканов, български военен деец
- 21 юли – Робин Уилямс, американски актьор и комик († 2014 г.)
- 28 юли – Сантяго Калатрава, испански архитект
- 31 юли – Мартин Мозебах, немски писател
- 1 август – Томи Боулин, американски китарист
- 2 август
  - Марсел Юрес, румънски актьор
  - Джо Лин Търнър, американски рокпевец
- 4 август – Валди Тотев, български музикант
- 8 август
  - Пламен Цветков, български историк
  - Мартин Брест, американски режисьор, сценарист, продуцент и актьор
- 9 август
  - Александър Божков, български политик
  - Никола Колев, български военен деец
- 16 август – Умару Ярадуа, нигерийски политик († 2010 г.)
- 19 август
  - Владимир Конкин, руски акьор
  - Джон Дийкън, британски музикант (Queen)
- 20 август – Грег Беър, американски писател
- 23 август – Ахмад Кадиров, президент на Чечения
- 24 август – Орсън Кард, американски писател
- 28 август – Енчо Недев, български футболист
- 31 август – Елена Поптодорова, български дипломат
- 1 септември – Тимъти Зан, американски писател
- 5 септември
  - Минчо Коралски, български политик
  - Паул Брайтнер, немски футболист
- 6 септември 
  - Шабан Шаулич, сръбски певец († 2019 г.)
  - Золтан Рибли, унгарски шахматист
- 9 септември – Трайчо Соколов, български футболист
- 12 септември
  - Джо Пантолиано, американски актьор
  - Бърти Ахърн, ирландски политик
- 14 септември – Владимир Мелников, украински писател, композитор, поет
- 18 септември – Бен Карсън, американски хирург
- 21 септември – Брус Арина, американски футболен треньор
- 22 септември
  - Дейвид Ковърдейл, британски музикант
  - Веселин Сариев, български поет и публицист
- 23 септември – Милко Калайджиев, български попфолк певец
- 24 септември – Красимир Ганев, български журналист
- 27 септември – Мийт Лоуф, американски музикант и актьор
- 28 септември – Йордан Йорданов, български футболист
- 29 септември
  - Андрес Кайседо, колумбийски писател († 1977 г.)
  - Шемса Сулякович, босненска фолк певица
- 1 октомври – Валентина Атанасова, българска поетеса
- 2 октомври – Стинг, певец, музикант, продуцент, актьор
- 9 октомври – Святослав Логинов, руски писател
- 17 октомври – Йохан Липет, немски белетрист, поет и преводач
- 25 октомври – Рафаел Ваганян, арменски шахматист
- 4 ноември – Траян Басеску, румънски политик
- 5 ноември – Ханс-Йозеф Ортхайл, немски писател
- 7 ноември – Стефан Софиянски, български политик
- 13 ноември – Пини Гершон, треньор по баскетбол
- 25 ноември
  - Джони Реп, холандски футболист
  - Артуро Перес-Реверте, испански писател
- 1 декември – Александър Александров, български космонавт
- 14 декември
  - Ян Тиман, холандски шахматист
  - Вежди Рашидов, български скулптор
- 16 декември – Иван Иванов, български актьор († 2024 г.)
- 16 декември – Норберт Шойер, немски писател
- 20 декември – Маргарита Хранова, българска поп-певица
- 24 декември – Любомир Георгиев, български виолончелист и композитор

## Починали
- Георги Атанасов, български художник
- Димитър Младенов, български офицер
- Тома Карайовов, български революционер и дипломат
- Стенли Финч, първият директор на ФБР (р. 1872 г.)
- януари – Иван Бацаров, български лекар и военен деец
- 8 януари – Войдан Чернодрински, български театрален деец и писател
- 10 януари – Синклер Луис, американски писател и драматург, лареат на Нобелова награда за литература през 1930 г. (р. 1885 г.)
- 28 януари – Карл Густав Манерхейм, финландски офицер и политик
- 29 януари – Павел Шатев, български революционер
- 30 януари – Фердинанд Порше, австрийски инженер
- 19 февруари – Андре Жид, френски писател
- 28 февруари – Александър Радославов, български революционер
- 14 март – Липо Херцка, унгарски футболист
- 25 март – Михаил Йовов, български военен и държавен деец, дипломат
- 23 април – Чарлс Дос, американски политик
- 29 април – Лудвиг Витгенщайн, австрийски философ (р. 1889 г.)
- 10 май – Никола Мушанов, български политик (р. 1872 г.)
- 13 май – Спиридон Казанджиев, български психолог
- 29 май – Михаил Бородин, руски дипломат (р. 1884 г.)
- 14 юни – Стефан Иванов, български художник
- 2 юли – Фердинанд Зауербрух, немски хирург (р. 1875 г.)
- 13 юли
  - Николаус Велтер, люксембургски писател, литературовед и държавник (р. 1871 г.)
  - Арнолд Шьонберг, австрийски композитор
- 20 юли
  - Йохана Лойзингер, графиня Хартенау
  - Абдула I, крал на Йордания (р. 1882 г.)
- 23 юли – Филип Петен, френски политик
- 30 юли – Асен Разцветников, български писател (р. 1897 г.)
- 18 август – Димитър Савов, български предприемач
- 16 октомври – Лиакат Али Хан, министър-председател на Пакистан. (р. 1895 г.)
- 17 октомври – Бернхард Келерман, германски писател
- 28 октомври – Христо Попов, български офицер и политик
- 5 ноември – Борис Борозанов, български актьор
- 13 ноември – Херта Крефтнер, австрийска писателка

## Нобелови награди
- Физика – Джон Кокрофт, Ърнест Уолтън
- Химия – Едуин Макмилан, Глен Сийбърг
- Физиология или медицина – Макс Тейлър
- Литература – Пер Лагерквист
- Мир – Леон Жуо

Вижте също:
- календара за тази година